# 小田急3000形電車 (初代)
小田急3000形電車（おだきゅう3000がたでんしゃ）は、1957年（昭和32年）から1992年（平成4年）まで小田急電鉄が運用していた特急用車両（ロマンスカー）である。本項では大井川鉄道（当時）に譲渡された車両についても記述する。
小田急では、編成表記の際に「新宿寄り先頭車両の車両番号（新宿方の車号）×両数」という表記を使用している 為本項でもそれに倣い、特定の編成を表記する際には「3001×8」「3051×5」のように表記する。また、本項において本形式3000形は「SE車」、3100形は「NSE車」、7000形は「LSE車」、10000形は「HiSE車」、20000形は「RSE車」、50000形は「VSE車」、60000形は「MSE車」、鉄道省・運輸通信省・運輸省および日本国有鉄道が運営していた国有鉄道事業は「国鉄」、鉄道技術研究所は「研究所」、箱根登山鉄道鉄道線（当時）箱根湯本駅へ乗り入れる特急列車については「箱根特急」と表記する。

## 概要
東京急行電鉄（大東急）から分離発足した小田急では、新宿と小田原との間を60分で結ぶことを将来目標に設定した「画期的な軽量高性能新特急車」を計画していた。
折りしも国鉄の研究所では航空技術を鉄道に応用した超高速車両の研究が行われていた が、この構想に小田急が着目し、開発に際して日本国有鉄道（国鉄）の鉄道技術研究所より技術協力が得られた ことから、日本の鉄道車両において初の導入となる新技術がいくつか盛り込まれた 車両であり、それらの中には国鉄の新幹線に発展的に引き継がれた技術も存在する。このため、「新幹線のルーツ」 や「超高速鉄道のパイオニア」 とも言われている。
"Super Express"（略して「SE」）という愛称が設定された が、「SE」という略称には "Super Electric car" という意味も含ませている。その後、小田急ロマンスカーの車両には30000形「EXE（Excellent Express）」を除いて「○SE」という愛称が設定されるようになる。
登場した1957年に行われた東海道本線での高速試験において、当時の狭軌鉄道における世界最高速度記録となる145km/hを樹立、その後の国鉄の電車特急開発にデータを提供した。また、本形式の登場がきっかけとなって鉄道友の会ではブルーリボン賞の制度が創設され、1958年には第1回ブルーリボン賞を授与された。
当初は8両連接車として登場した が、1968年以降は御殿場線乗り入れのため編成を5両連接車に短縮し、"Short Super Express"（略して「SSE」）とも称されるようになった。1991年に20000形（RSE車）が登場するまで運用され、1992年に全車両が廃車となった。

## 登場の経緯

### 小田急の目標
1948年6月1日に小田急が大東急から分離発足した際に取締役兼運輸担当として就任した山本利三郎は、学生時代にその存在を知って以来連接車に関心を抱き、スペインで開発された連接車であるタルゴの存在を知ってからは「あれを電車でやれないか」と考えていたという。国鉄東京鉄道局に在籍していた1935年には、業務研究資料で「関節式新電車ニ就イテ」と題する構想を出した。これは、「関節車（連接車）を導入することで騒音・動揺・乗り心地を改善した上で、先頭部を流線形にし、駆動方式も吊り掛け駆動方式から改良して騒音を低減した高速電車を東京と沼津の間で走らせる」という内容であった。この発想は当時の国鉄ではまったく受け入れられなかったが、山本はその後も連接車の導入に関心を持ちつづけ、1948年冬には当時まだ新入社員であった生方良雄とともに、当時既に連接車として運用されていた西日本鉄道500形 の構造や保守について視察した。
一方、分離発足後の小田急では、戦争で疲弊した輸送施設の復旧と改善を主目的として 設置された輸送改善委員会が、「新宿と小田原を60分で結ぶ」という将来目標を設定した。この目標値は、戦前に阪和電気鉄道 が阪和天王寺と東和歌山の間61.2kmを45分で結び、表定速度は81.6 km/hに達していたことを意識したもの で、この表定速度であれば、新宿と小田原の間82.8 km（当時）は60分で走破できると考えたのである。大阪出身である山本は、日ごろから阪和電気鉄道を引き合いに出していたという。この目標は、単に阪和電気鉄道の記録を破ることを目的にしていたわけではなく、速度向上によって車両の回転率を高めることによって経営効率の向上を図ることも目的としていた。
当時は「高速走行のためには大出力の主電動機を使用して、粘着性能を稼ぐために車体も重く頑丈にする」ということが常識とされていた。しかし、この時の小田急の経営基盤はまだ脆弱で、スピードアップを目的として施設全般に多額の投資を行うことはできなかった。また、当時導入された国鉄モハ63形の改造車である1800形の乗り心地が悪く、保線部門から「線路を壊す車両」として嫌われたという事実もあった。このため、軌道や変電所などの投資を極力抑える一方で、車両の高速性能を向上するという方針が立てられた。この方針に従い、軽量・高性能な車両の開発が進められることとなり、研究や試験などを繰り返していた。
1954年に登場した2100形 では車体の軽量化が実現、駆動方式についても同年に登場した2200形 ではカルダン駆動方式が実用化された。また、この年の9月11日には新型特急車両の開発が正式に決定した。

### 小田急と国鉄の共同開発へ
この頃、国鉄でも高速車両の研究を進めていた。1946年には山本の友人である島秀雄が、日本海軍航空技術廠にいた三木忠直や松平精などを研究所に招き、「高速台車振動研究会」を設立して研究を行った。航空技術廠から研究所に移った研究者たちは航空機の技術を導入した鉄道の高速化を研究し、台車の振動問題については、松平の研究によって解決策が見出されつつあった。
それまでの研究所は、開発よりは試験を行うことが多い研究機関であったが、1949年9月に大塚誠之が所長として着任すると、大塚は研究者に自由な研究を奨励し、研究成果の発表も積極的に行うように指導した。また、外部からの研究受託や設計も積極的に受けるようにした。
この方針を受けて、1953年9月に三木が発表した研究成果の内容は「軽量で低重心の流線形車両であれば、狭軌においても最高160km/h・平均125km/hで走行が可能で、東京と大阪を4時間45分で結ぶことも可能である」というものであった。ただし、この時の想定では、突起物を全て車体内部に取り込むという徹底的な空力設計を採用 する一方で、電車方式（動力分散方式）ではなく1,200馬力の電気機関車牽引による7両編成の客車列車（動力集中方式）とする構想であった。
この構想は、国鉄本社から「これは本社が考えるべきことである」と批判を受けた が、運輸省は逆に「研究補助金を出すので申請するように」と通告した。そこで、日本鉄道車両工業協会で研究を受託するために「超高速車両委員会」が発足した。研究を重ねた後の1954年9月には「全長100.9mの7両連接車、自重113.3t、電動機出力は110kWが8台、定員224名、最高速度は150km/h」を目標にした車両構想が打ち出された。
山本はこの研究発表に着目し、1954年10月19日に 研究所に対して「特急車両として世界的水準を抜くものにしたい」 と、新型特急車両の企画・設計全般について技術指導を依頼した。
小田急と国鉄は東京と小田原の間で旅客数を争うライバル関係にあり、現実に国鉄80系電車運行に対して小田急が反対していた経緯もあるので、この依頼は非常識にさえ見えた。しかし、この当時、島は桜木町事故の後に国鉄を退職していたものの、腹心の部下だった者を通じた影響力を行使できる立場にあった。国鉄内部でも当時既に高速電車の計画はあったが、大組織の国鉄ではなかなか理解が得られなかった。島は「私鉄が導入して成功すれば、国鉄も高速電車の導入に踏み切るだろう」と考えた。また、研究所側でも「小田急の構想に乗ることで研究成果の確認が可能になる」と考えた。研究所では小田急の要請に全面的に応じることとし、1954年10月25日から 研究所が小田急の研究を受託するという形式で 新型特急車両の共同開発が開始された。

### 基本構想
基本構想の策定を行う研究会は、1954年11月から1955年1月までに合計8回行われた。1955年1月25日には基本構想が策定された が、この時点では小田急の最長編成は17m車4両編成であったことから、全長70mの5両連接車という内容であった。1955年1月16日には 共同設計者として日本車輌製造・川崎車輛（当時）・近畿車輛・東洋電機製造・東京芝浦電気（当時）・三菱電機が参画し、研究所の指導の下に具体的な設計に入った。小田急では創業当時から電装品は三菱電機、台車は住友金属工業の製品を採用しており、特に三菱グループとは主力取引銀行としての関係もあった が、新型特急車両の設計参画メーカーの決定に際しては純粋に技術的見地から決定され、どうしても優劣がつけがたく決定できない場合に限って、過去の小田急との取引を考慮して決定した。
山本は「1gでも軽い部品を採用する」と公言し、1mあたりの重量を1tとすることを目標として、軽量車両で安全に走行するための条件が徹底的に追及された ほか、将来の格下げを考えずにあくまで特急専用として考えられた。さらに、「特急車は10年もすれば陳腐化する」「丈夫に長く使える車両と考えるから鉄道車両の進歩が遅れる」という山本の考え により、耐用年数は10年と考えることになった。
前頭部の形状の決定に際して、東京大学航空研究所の風洞を使用して、日本の鉄道車両設計の歴史上初めて となる本格的な風洞実験が行われた ほか、ディスクブレーキの試験も行われた。また、高速運転に伴って踏切事故などを防止するために補助警報器（特殊警笛）の現車試験なども行われた。
また、前述の通り、連接車に強い関心を抱いていた 山本の主張によって、新型特急車両には連接構造が採用されることになった。三木は連接車に賛成していた が、研究所では保守上の不便を心配していたという。しかし、山本は「保守・整備は小田急が考えればいい話」と主張し、連接車導入と決まった。この時期の経堂工場は、17.5m車の4両編成すらもまとめて入庫できるような設備ではなかったので、小田急社内でも連接車の整備については「経堂工場で整備できるか自信が持てない」という意見があったという。

### 開発の停滞と再開
構想の練り上げと並行して、小田急の社内での意見をまとめた上で設計に反映させるため、社内に車両委員会が設置された。
しかし、それまでの小田急の車両からは飛躍的に突出した構想であったことから、社内の意見をまとめるのに難航した。運転席を低くしたために 運転部門からは「踏切事故の際に運転士の危険度が高い」「運転台からの見通しが悪すぎる」 という意見が、また客室床面が低いために 営業部門からは「座席の乗客がホームから見下ろされるためサービス上問題」 という意見があったという。必死に説得を続けたものの、「そんな突拍子もない車両は使えない」という運転部門からの反発は大きく、ついに1955年秋には検討を一時棚上げするという事態になった。
ところが、半年後の1956年3月、新宿から貨物線経由で小田原や伊豆方面に向かう準急列車「天城」の運行が国鉄から発表された。この列車の運行によって、小田急の観光輸送への大きな影響が予想されたため、社内は「これに対抗しうる画期的な新特急車の製作を急ぐべし」との意見に統一され、開発は再開された。
1956年5月には仕様が決定し、同年6月末から製作が開始されることになった。当初は前述の通り全長70mの5両連接車で計画されていたが、1957年5月から小田急で全長105mの6両編成による運転が開始されることになっていたため、1956年5月7日に全長108mの8両連接車に計画が変更された。経験・実績に乏しい方式だったにもかかわらず8両連接車を採用したのは、当時としては大英断であったと評されている。運転台を2階に上げて展望席を設置する案 や、二等車等の優等車両を設ける案もあったが、最終的にはこれらの案は採用されなかった。
車両の調達に際しては、小田急・日本車輌製造・川崎車輛・住友信託銀行の4社で車両信託制度という新しい制度が設けられた。これはアメリカ合衆国のフィラデルフィアプランと呼ばれる制度に倣ったもので、新型特急車両は日本で初めて車両信託制度が適用された車両となった。
こうして、「画期的な軽量高性能新特急車」として登場したのがSE車である。

## 車両概説
本節では、登場当時の仕様を基本として、増備途上での変更点を個別に記述する。更新による変更については沿革で後述する。
SE車は8両連接の固定編成で、先頭車が制御電動車、中間車は全て電動車で、形式はいずれもデハ3000形である。編成については、巻末の編成表を参照のこと。なお、閑散期には5両連接車としての運用も可能 で、この場合は1・2・3・7・8号車の5両か、1・2・6・7・8号車の5両のいずれかとなる が、5両連接車とした場合は3両目が両側とも電動機を装着しない付随台車となる。ただし、ほとんど編成短縮の機会がない ことから、回路の簡略化を図るため、1959年3月に製造された編成（3031×8）では永久8両連接の回路設定とした。それまでの日本の連接車では車体数に関わらず1編成単位で1つの車両番号であった が、SE車では車体ごとに車両番号を附番している。

### 車体
車体については、日本車輌（東京支店）・川崎車輛が担当することになり、研究所側は三木が主任担当者となった。
先頭車は車体長15,750mm・全長15,950mm、中間車は車体長12,300mm・全長12,700mmで、車体幅は2,800mmである。

#### 構体
それまでの特急車両では、格下げを考慮して 車体の強度を定員の250%の荷重として計算していたが、SE車では将来の格下げは考えず、定員の130%として荷重を計算した上で航空機の技術を取り入れ、各部にわたって徹底的な軽量化を図った。
車体構造は強度部材の軽量化のために張殻構造とし、車体外板はそれまでの車両よりも半分近い厚さ1.2mm の耐蝕鋼板を採用し、バックリング防止のため 125mm間隔でリブを入れることによって強度を補う構造とした。この耐蝕鋼板は日本鋼管に開発を依頼した もので、銅とリンを加えたものである。当初計画では車体に軽合金を使用する予定であった が、車両メーカー側で軽合金車両の製造経験がなかったこと と、価格が高いという理由により 鋼板を使用している。
車体断面は下部を半径4,000mmの緩いカーブで絞り込み、側面上部を4度の傾斜角で内傾させた形状とすることで、横風に対する安定度を確保し、風圧の影響を減少させることを図った。低重心化のため台車間の床面を低くし、軌条上面から床面までの寸法は、台車の上では1,000mm で車体中央部では875mmとなった。台枠部は航空機の主翼構造を応用し、それまでの鉄道車両には存在した中梁を廃した 上で、波板が縦方向の圧縮強度も担うようにした ほか、横方向の梁には航空機と同様に重量軽減孔を開けることで軽量化を図った。床板にも航空機の技術を応用し、ハニカム構造が採用された。
こうした工夫の結果、構体重量は従来車が1mあたり500kgだった ものが、SE車では1mあたり370kgにまで軽量化され、2300形が全長70mの4両編成で135t（1mあたり1.93t）であった のに対して、SE車では全長108mの8両連接車でありながら147t（1mあたり1.36t） と、大幅な軽量化を実現した。
なお、製造時にはそれまでの鉄道車両ではあまり行われていなかった 荷重試験が行われ、構体の175箇所に対して ねじれや圧縮などの力を加えた測定が行われた。荷重試験については、島も「国鉄車両の車体構造の設計に役立った」と評価しており、これ以後は国鉄・私鉄を問わず、新設計の車両では必ず荷重試験が行われるようになった。

#### 先頭部
| 先頭部 |  | 日本の鉄道車両で初めて採用されたシールドビーム前照灯（復元されたものであり登場当時とは異なる） |
| 先頭部 |  | 日本の鉄道車両で初めて採用されたシールドビーム前照灯（復元されたものであり登場当時とは異なる） |

先頭部の形状は流線形で、模型を作成した上で風洞実験を繰り返し、さらにその結果を基にしてモックアップ（実物大模型）を作成した 上で細部に検討を加えて決定された。これにより、形状抵抗係数は国鉄80系電車の0.64に対して、SE車では0.25にまで減少した。本来はもう少し上部を絞り込めば空気抵抗が減少するところだった が、当時の日本のガラス製造技術では円錐曲面のガラスが製造できず、円筒曲面ガラスを使用することを前提とした形状になった。
前照灯は日本の鉄道車両では初めてシールドビームが採用された が、当時はまだ鉄道車両用のシールドビームが開発されていなかった ため、自動車用の24V仕様のものを使用した。前照灯の配置は空気抵抗から流線形の頂点に配置するようにしたこと と、左右に分けた場合には「1灯が故障した時に列車の位置が分からなくなる」という理由によって、2灯を前面中央部に並べた。また、対向する列車の運転士にとっては眩し過ぎることから、運転席には足踏み式減光スイッチを設けている。先頭部には異常時に使用する格納式簡易連結器が収納された。
また、先頭下部には車両が空力的に浮き上がらないように、排障器も兼ねたスカートが設置された。3031×8では正面のスカートの開口部が楕円形から真円形に変更されたのが外観上の識別点である。

#### その他車体構造

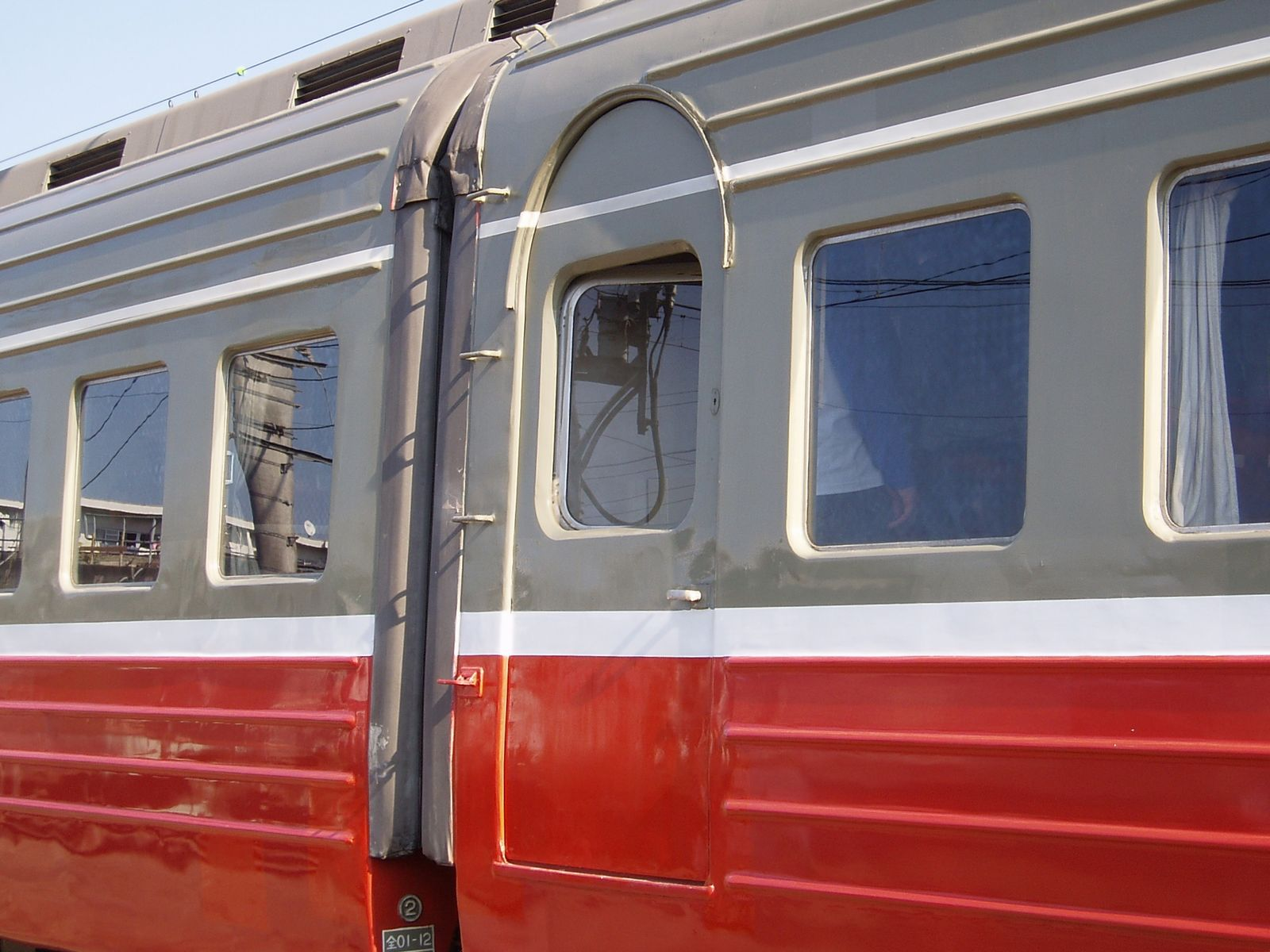
出入台付近（1984年以降の更新後のため登場当時とは異なる）

側面客用扉は車体断面に合わせた 高さ1,770mm・幅800mmの手動式内開き戸 を中間車に1箇所ずつ配置した。扉を内開き戸にしたのは車体を極力平滑にするためで、当時まだプラグドアという発想はなく、航空機と同様の扉を採用すると却って重量が嵩む ことから、この構造が採用された。側面窓は700mm四方の1段上昇窓を、窓柱の幅を300mmとして配置した。乗務員室の扉は高さ1,400mm・幅600mmである。車両間の貫通路は車内の見通しを良くする目的で広幅とし、仕切り扉は一切設けていない。
屋根はファンデリアの外気取り入れ口を設けた二重構造とし、先頭車の最前部には補助警報器のスピーカーを内蔵させた。
塗装デザインについては、「それまでの車両と同じ色で」という意見もあった が、「まったく新しい電車なのだから新しい色にすべきだ」と決まり、小田急の宣伝ポスター作成を手がけたこともある縁で、二紀会の宮永岳彦が色彩設計を担当、バーミリオンオレンジ■を基調にホワイト □・グレー■の帯が入る、警戒色となるような明るい色とした。このデザインは、その後NSE車・LSE車にも継承され、バーミリオンオレンジについてはVSE車・MSE車・EXEα車・GSE車にも継承された。

### 内装
| 客室内（1984年以降の更新後のため登場当時とは異なる） |  | 客室端部のスロープ |  | 喫茶カウンター（1984年以降の更新後のため登場当時とは異なる） |
| 客室内（1984年以降の更新後のため登場当時とは異なる） |  | 客室端部のスロープ |  | 喫茶カウンター（1984年以降の更新後のため登場当時とは異なる） |

車体の節で記述したように車体中央部を低床化しているが、台車上と車両中央部の床の高さの差は客室両端部の通路に傾斜をつけて解決した。座席については、回転式クロスシートを採用し、シートピッチ1,000mmで配置した。この座席は、当時日本航空で運航されていたDC-4型旅客機の座席を参考にし、ねじの頭を削るなど細かいところまで重量軽減にこだわった。軽量化を優先したためリクライニング機構の導入は見送られた ものの、それまでの同種の座席の重量が60kgだったところを33kgにまで軽量化した。座席の回転方法は座席下のペダルを踏み込んでから回転させる方式である。ただし、車端部の座席はスペースに余裕がないことから回転しない。床に段差があることから、段差の上段になる座席では床面から座面の上面までを340mmに、それ以外の座席では床面から座面の上面までを400mmとして、着座位置を極力揃えるようにしている。窓の下には各座席ごとに引き出して使用する折畳みテーブルを設置した。
室内の配色は、天井を白、壁面は明るい色のデコラ張りとして、窓上カーテンキセ上部に赤い帯を入れた。座席は濃い青色の表地を採用した。
3号車の新宿寄り海側出入台脇と6号車の小田原寄り海側出入台脇には喫茶カウンター（売店）を設置した。2号車の新宿寄り海側出入台脇と7号車の小田原寄り海側出入台脇には男女共用和式トイレ・化粧室を配置した。喫茶カウンター・トイレとも、通路を挟んだ反対側は通常の座席である。
客室と乗務員室の仕切り扉は両ヒンジ式で、左右どちら側にでも開けるようにした。これは、乗務員から緊急時の脱出について意見があったため で、運転士が使用する際には乗務員室側から見て左ヒンジ、車掌が使用する際には右ヒンジとして開閉できるようにした。

### 主要機器
床下機器配置は、重心の低下を図ったため、それまでの車両での機器配置とは大きく異なるものになった。

#### 速度制御機器
主電動機と駆動装置は既に中空軸平行カルダン駆動方式で実績のある東洋電機製造が、制御装置は電機メーカー各社の設計入札を行った結果 超多段制御方式では最軽量となった東京芝浦電気（東芝）が、制動装置（ブレーキ）は小田急において採用実績のある三菱電機が、それぞれ担当した。
主電動機は出力100kW（端子電圧375V・定格回転数1,800rpm・最弱界磁率50%）の直流直巻補極付電動機である 東洋電機製造のTDK806/1-A形で、定格速度が高く、高速域からの発電制動を十分に作用させることが可能な特徴を有する。箱根登山鉄道（現・小田急箱根）鉄道線での上り勾配低速運転に対応するため、冷却方式は強制通風式となっている。駆動装置は中空軸平行カルダン駆動方式の東洋電機製造製DND143-SH9921形である。歯数比は78:21=3.71とした。主電動機の最大回転数は4,320rpmで、東洋電機製造では「理論上は4,300rpmで180km/hの速度が可能である」と述べている。
主制御器は、発電制動付電動カム軸式抵抗制御装置であるMM-50A形で、2・5・7号車に搭載された。特急車両であることから起動回数が少なく、起動時の損失以上に回路の簡略化が図れる ことから、直並列制御は行わずに抵抗制御及び界磁制御を行う仕様で、1台で4つの主電動機の制御を行い（1C4M）、主回路接続は4つの電動機を全て直列に接続する方式（永久4S）である。また、全ての主制御器を直列に接続することにより、これを1台の制御器とみなした上で、その「みなし制御器」により12個の主電動機の制御をおこなうことも可能である。制御段数は力行が抵抗制御14段・界磁制御3段、制動は全界磁抵抗制御による14段である が、起動時のショックを防ぐために「捨てノッチ」と呼ばれる低速段が5段設定された。軌条面との空間を確保するため、通常はレールと並行に機器を配置するところを枕木と並行に配置し、台枠横梁の間に機器箱を押し上げた状態で搭載している。

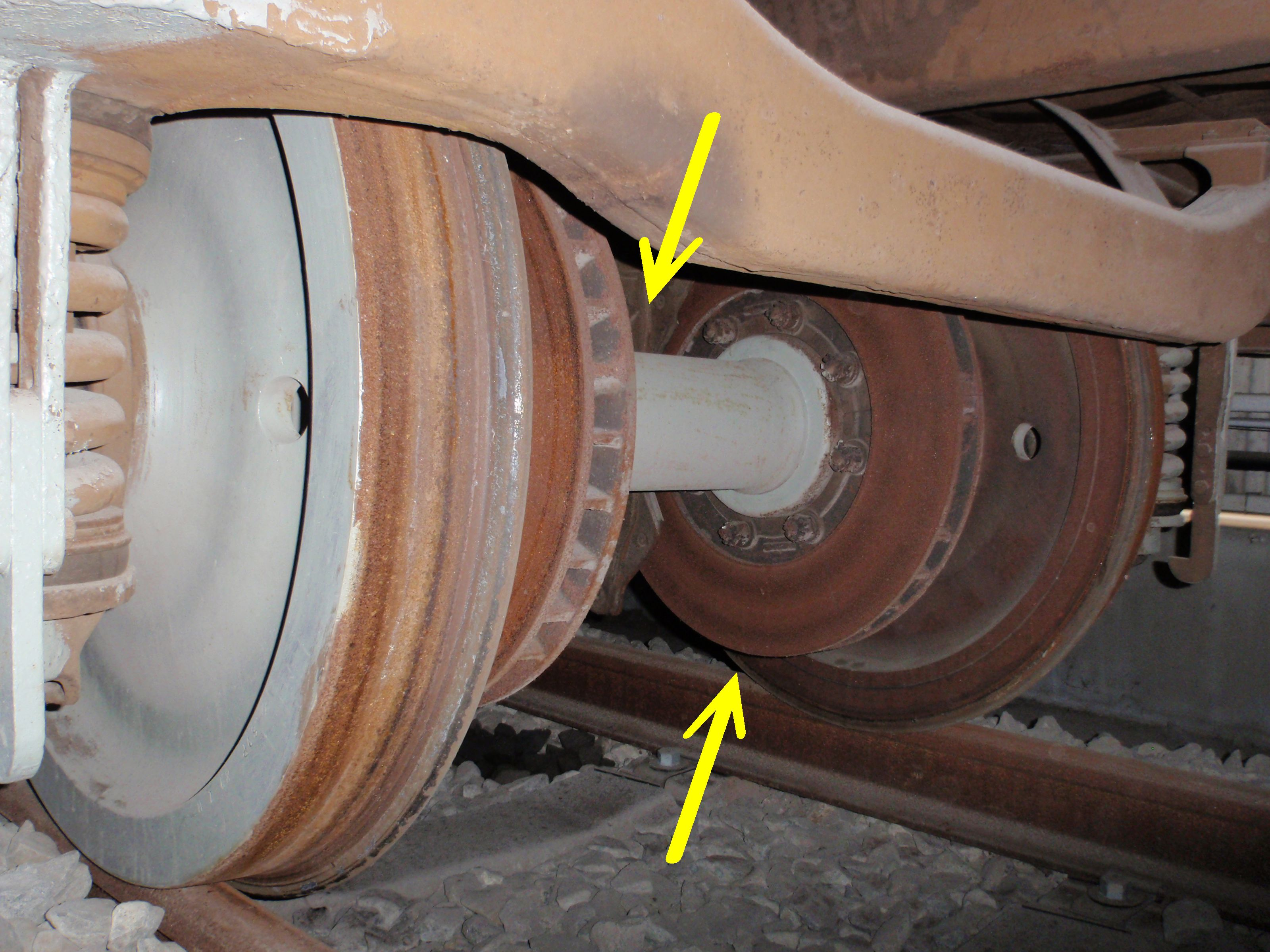
日本の鉄道車両で初採用されたディスクブレーキ（黄矢印の円盤・ツインディスク式に改造後）

ブレーキは、電空併用 のHSC-D形電磁直通ブレーキで、ブレーキ初速125km/hから600m以内に停車することが可能である。ブレーキ装置についても軽量化が図られ、通常は電動車と付随車の平均で800kgとなるところ、SE車では500kgに抑えている。基礎ブレーキ装置は電動台車がクラスプ式（両抱え式）踏面ブレーキ、付随台車ではシングルディスク式ディスクブレーキである。ディスクブレーキについては研究所から「最高運転速度を上げるためにはディスクブレーキを使うべし」と強い主張があった ために採用された が、これも航空機で採用されていた技術からのもので、ディスクブレーキは日本の鉄道車両では初の採用事例である。なお、設計段階では空力ブレーキも検討されていた が、150km/h以下では効果が少ないため採用には至っていない。
主抵抗器は特殊リボン抵抗体を使用した強制通風式とした。

#### 台車
曲線の多い小田急線の軌道条件から、「曲線通過を容易にできる」「オーバーハング部分をなくした上で乗り心地を改善できる」「車体支持間隔の短縮により車体剛性を確保できる」「台車配置が平均化されることによって軌道への負担が軽減される」 という利点を考慮し、各車体の連結部直下に台車の回転を支える心皿を置く、連接構造が採用された。このため台車数は1編成8車体で9台、5車体で6台となっている。
通常のボギー車では台車と車体を結ぶ配線の接続の端子として「つなぎ箱」と呼ばれる機器を車体側に設けている が、SE車では「つなぎ箱」を台車側に設置し、台車と車体を結ぶ配線の接続だけではなく、車両間の引き通し線もこの「つなぎ箱」を経由することとした。この後、NSE車・LSE車・HiSE車・VSE車でも連接構造が採用され、小田急の特急車両の大きな特徴となった。

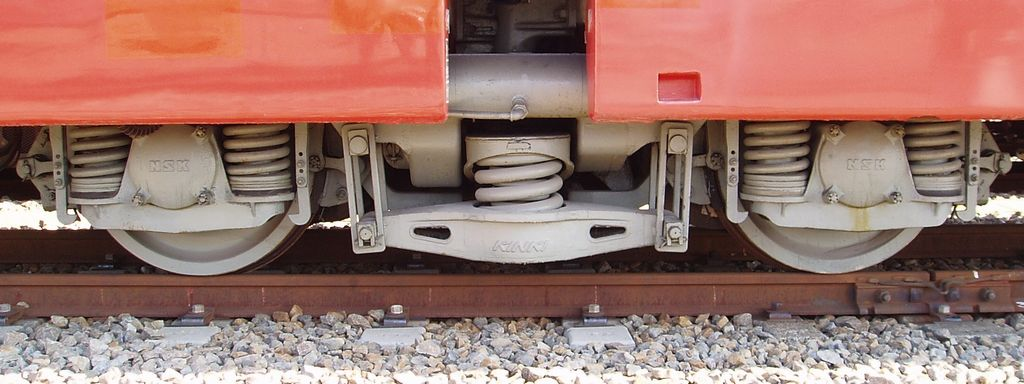
電動台車 KD17

台車そのものは、振動特性の研究結果から円筒案内式（シュリーレン）台車が松平より推奨された。このため、軽量化を目的としてこの方式を採用することになり、開発元のスイス車両エレベーター製造（SWS）社と技術提携しシュリーレン台車の設計製造を行っていた近畿車輛が設計製造を担当することとなった。
近畿車輛のシュリーレン台車は、本形式の設計時点では1954年に近畿日本鉄道（近鉄）大阪線向けWNドライブ試作車のモ1450形モ1451用KD6・モ1452用KD7、それに同名古屋線向け直角カルダン試作車のモニ6211用KD8の3種が試作された 後、同じ1954年に製作された西日本鉄道のカルダン駆動試験車である100形モ103・モ106用KD9 および奈良電気鉄道の特急車であるデハボ1200形用KD10 を皮切りに、親会社の近鉄をはじめ近畿車輛が車両を納品していた私鉄各社への納入が開始されたばかりであった。
本形式に採用された台車は、KD17（電動台車。軸距2,200mm） とKD18（付随台車。軸距2,000mm） の2種で、いずれも車輪径840mm、枕ばねをコイルばねとする金属ばね台車である。これらは各台車の重量を3t台に収めることを目標として設計された。保守が容易で磨耗部分が少ないシュリーレン台車の特徴を生かし、6つに分けられた溶接鋼板の組み立てによる箱型とする などの設計の工夫によりKD17は3.8t、KD18は3.6tに重量を抑えた。また、SE車では定員の130%として荷重を計算した ことからばね定数を低く設定し、各ばねを柔らかくすることが可能になった。なお、各台車の荷重は心皿と左右の側受でそれぞれ50パーセントずつ負担する 3点支持方式 が採用されている。また、付随台車であるKD18は編成の連接部3箇所 に装着されている。
しかし、このKD17・KD18は揺れ枕を吊り下げるスイングハンガー（吊りリンク）が短いため左右剛性が硬く、また揺動周期も短くなるため高速域での左右振動性能に難があったという。この時期の近畿車輛製シュリーレン台車は短リンク式と称する、揺れ枕の横動を許容するためにスイングハンガーをリンク長の短いユニバーサルリンク（自在吊りリンク） とした機構を1956年設計の近鉄800系用KD12で採用しており、本形式の装着するKD17・KD18もこれに準じる。もっとも、この設計は翌1958年に設計された近鉄名古屋線用特急車の6431系が装着したKD28・KD28Aで横動を重視して吊りリンク長を長くした長リンク式が実用化され、さらに枕ばねにベローズ式空気ばねの採用が開始されたことで飛躍的な揺動特性の改善が実現した ため、極めて短期間で著しく陳腐化する結果となった。

#### 空調装置
空調装置は、実車完成までに解決できなかった問題である。
当時、既に他の鉄道事業者においては冷房装置が搭載された車両は存在したが、鉄道車両向けで小型軽量のユニット式冷房装置はまだ開発されておらず、冷凍機を使用した本格的な冷房は重量の問題で搭載が難しいという理由により、研究所からは氷式冷房装置が提案された。これは車両に氷を大量に積載した上で、客室内の空気を通すことで熱交換するものであった が、業者に確認してみると小田原で大量の氷を確保することは困難であった ことから、設計に至らなかった。また、車両側面からパイプで新鮮な外気を取り入れる方法も検討された が、車体表面近くでは相対的な速度が小さく、パイプを伸ばせば車両限界に抵触する ため、これも実現しなかった。
開発に携わった山村秀幸（元小田急電鉄副社長）は最後まで冷房搭載にこだわっていた が、結局、重量面の問題もあり、冷房装置の搭載は座席定員を削減しなければ実現できないと判断され、運転時間が短いこともあって、当面は直径16インチのファンデリア を先頭車に6台・中間車に5台設置することになった。

#### 補助警報装置
補助警報音については、「アメリカや満鉄の機関車が鐘を鳴らして走るのは、驚かすためではなく、遠くから列車の進来を知らせる、いわば"良い"汽笛である」ということから、これをさらに音楽的にしようではないかと研究されたものであり、「警報装置としての条件を満足させる」という運輸省の要求 と、「騒音公害にならないように」と要求する警視庁の要望 を両立させるため、小田急沿線在住の音楽家である黛敏郎にも相談、音響心理学研究所の指導を得た上でビブラフォンの音色とし、2km付近まで達する音量とした。補助警報音を発する装置は、乗務員室内に設けられた再生装置 によってエンドレステープを再生し、屋根上に設置した指向性の強いスピーカー から放送する仕組みである。しかし、営業運行後にエンドレステープが伸びたり切れてしまうことが多かった ため、NSE車以降はトランジスタ発振器に変更された。
この補助警報音は、SE車が「オルゴール電車」と呼ばれる由来となった。その後、RSE車まで警笛とは別に補助警報装置が搭載された。その後、VSE車では警笛と共用のミュージックホーンとして復活している。

#### その他機器
| 乗務員室（1968年の改造後のため登場当時とは異なる） |  | 集電装置 PT42-K |
| 乗務員室（1968年の改造後のため登場当時とは異なる） |  | 集電装置 PT42-K |

乗務員室は前後方向に2,450mmとなっており、計器板から客室との仕切りの間は1,570mmである。前面計器板上には、万一の事故で正面ガラスが割れた際に運転士を守るために 防弾ガラスを設置した。また、前面下のスカートの開口部からダクトを通じて乗務員室内に外気を導入する構造とした。
集電装置（パンタグラフ）についても、「重くて丈夫なもので、ばねをたくさんつけて架線に圧着させる」という考えがそれまでの常識であった が、研究所の「パンタグラフは軽くなくてはいけない。追従性を増すにはばねを柔らかくすることで解決可能」という意見により軽量化が図られた。パンタグラフは付加抵抗が20%増にもなる ため、境界層の厚くなる列車の中央部に近づけた 結果、2号車の屋根上新宿側車端部と7号車の屋根上小田原側車端部に、高速運転時の追従性を向上させた東洋電機製造PT42-K菱枠パンタグラフを各1基ずつ設置した。
補助電源装置については、二相交流6kVA・直流35kWの複流式電動発電機（MG）であるCLG-314形 と、三相交流18kVAのMGであるCLG-315形 をそれぞれ2台ずつ採用、両先頭車に各1台ずつ搭載した。
電動空気圧縮機（CP）は、低床化に対応したM-20-D形を採用、1・3・6・8号車に搭載した。

## 沿革

### 運用開始
1957年5月20日に日本車輌製造（東京支店）製の3001×8が入線、同年6月上旬には日本車輌製造（東京支店）製の3021×8が入線した。同年6月から小田急線内での試運転を開始し、小田急線内では127km/hという速度を記録した が、曲線の多い小田急線の軌道条件ではこれが限界であった。このため、小田急と研究所は「これ以上の高速性能の確認は軌道条件が優れている国鉄の路線上での走行試験によって行う以外に方法はない」という意見で一致していた。なお、ディスクブレーキの容量不足によってディスクに熱亀裂の発生が認められた ことから、ディスクブレーキの最大圧力を制限する措置がとられている。
また、SE車の完成後にスペインから日本へタルゴの売り込みがあり、小田急にも訪れた。この時、小田急側では売り込みにきた担当者をSE車に乗せて歓迎した。商談は成立しなかった が、6月26日・27日に行われた展示会の席上では、当時研究所長だった篠原武司が「タルゴの開発に携わったホセ・ルイス・オリオールが『実際に乗ってみて150km/hは大丈夫だ』という感想を述べた」と発言している。また、この時の雑誌ではSE車に対して「日本製タルゴ」という表現も使用された。
「電車といえば四角い箱」であった時代において、SE車は鉄道ファンだけではなく一般利用者からも注目を集めた。同年7月6日から箱根特急においてSE車の営業運行が開始されたが、そのすぐ後に夏休みを迎えたこともあり、前評判を聞いた利用者が殺到し、連日満席となる好成績となった。箱根湯本駅前には「祝 超特急車運転開始」という歓迎アーチが立てられた。
ただ、狭い経堂工場には8両連接車のSE車が全て同時に入場することはできなかった。連接車は車体を持ち上げないと連結部を切り離しできない ため、経堂工場の構内留置線にリフティングジャッキが設置された。さらに、通常のボギー車であれば車内床に設置された点検蓋を開くことで台車と車体を結ぶ配線の接続や分離を行うことが可能である が、SE車では配線の切り離しにも、その前に床下に潜り込んでの作業を強いられた。低床構造のため床下が狭く、床下作業は困難で、主電動機の送風ダクトに至っては手探りでボルトを脱着する有様であった。ようやく分解された編成は、経堂工場の構内に分散して留め置かれていたという。隣接する経堂検車区でも、SE車の検査のためにピット線を延長することとなった が、延長された部分は庫外である上に曲線にかかっていた。また、制御装置の点検も車両側面から行うことは出来ず、床下に潜り込まなければ目視点検さえ出来なかった。

### 狭軌世界最高速度記録

#### 国鉄線上での試験
折りしも研究所では1957年5月30日に研究所創立50周年を記念して銀座山葉ホールにて「東京 - 大阪間3時間への可能性」という講演会を開いていたが、この講演は大きな反響を呼び、朝日新聞社が後援していた関係から国電の中吊り広告にも掲載され、新聞・雑誌などでも取り上げられていた。既に、国鉄では後に新幹線となる高速電車列車開発に向けた動きが始まっていたのである。しかも、この講演会で三木が発表した内容は、車体に関してはSE車とほぼ同様の考え方であった。
山本はこの年の7月2日に、国鉄に技師長として復職していた島に対して、試験で収集されたデータを小田急と国鉄の双方で利用することを条件として、「東海道本線を貸してもらえないだろうか」と SE車の国鉄線上での高速試験を申し入れていた。これに対して、島は「国鉄の方から要求して試験することにしたい」と、SE車の国鉄線上での高速試験を快諾した。試験の本来の目的は基本データの収集であったが、「高速電車列車開発につながるものであればなんでも利用したい」と島は考えたのである。島は国鉄側の責任者として副技師長の石原米彦を指名、石原は「絶対に145km/h以上出さないこと」を条件に受諾した。
この決定には、国鉄部内でも「国鉄が私鉄の車両を借りて高速試験をするとは何事だ」「ライバル路線の私鉄電車を国鉄線で試験するなど論外」 といった反対意見が出た。当時の国鉄部内には客車を機関車が牽引する機関車列車方式（動力集中方式）に対する「信仰」が根強く残っていた が、分散動力方式の支持者からも「国鉄の面子が立たない」という反対意見が多かった。最終的には「国鉄が試験車両を作るまで待てない」と押し切るしかなかったという。
一方、SE車は「車両として」日本で初めての信託車両であり、最終所有者は支払いが終了するまでは住友信託銀行であった ため、「80系電車のように試験中に燃えてしまったらどうするのか」という声も上がった。また、国鉄線内で事故が発生した場合の責任所在などの問題もあった。それらの問題を解決し、1957年9月に小田急社長の安藤楢六と国鉄総裁の十河信二との間で、SE車の貸借について契約が行われ、高速試験そのものに保険を掛けることで決着した。
こうして、私鉄の車両が国鉄線上で高速試験を行うという、日本の鉄道史上で初めてとなる 国鉄・私鉄合同の試験が行われることになった。試験の交渉窓口担当者として、山本が陣頭指揮にあたることになった。
前記に「車両として」と記載したのは、日本国内で初めての信託車両は、帝都高速度交通営団（営団地下鉄）1700形である。同形式の三菱電機製の主電動機、制御装置、空気ブレーキ装置などの主要電機品（約1億2,300万円相当）は、営団地下鉄の購入品ではなく三井信託銀行からの信託車両とした。同時期に小田急もSE車を住友信託銀行との車両信託に付しているが、営団地下鉄1700形はSE車よりも4日早く契約しており、日本国内の鉄道車両では初めての信託車両である。ただし、機器を含めた「鉄道車両」の車両信託は、SE車が日本国内で初めてである。

#### 記録達成
試験では輪重・車輪横圧・振動・走行抵抗・集電装置の離線・制動距離・風圧・ディスクブレーキの温度・電力消費量などの測定が行われることとなり、測定機器は国鉄で使用している最新の機器が使用された。風圧分布測定を行うためにSE車の正面10数箇所に1mm径の穴を開け、そこからゴム管でマノメータに接続した。また、車体表面の風圧については屋根に節型ピトー管を設置した。また、架線の状態監視には国鉄の走行試験では初めて工業用テレビが使用された。試験区間は、この当時に保線関係の新技術をテストする「モデル線」として整備されていた藤沢から平塚までの下り線を使用することになった。辻堂駅構内には渡り線の分岐器が存在した が、輪重抜けの危険を考慮して試験前に撤去された。
川崎車輛製の3011×8は同年8月8日に小田急線に入線したが、すぐには営業運行には入らず、1957年9月19日に小田原から自力走行で東海道本線に入線し、翌日の9月20日から試験が開始された。初日は藤沢と平塚の間で日中に試験が行われ、9月21日からは大船と平塚の間で深夜に速度試験が行われた。試験では、最初は95km/hで走行し、その後5km/hずつ速度を高くしていった。9月24日深夜には小田急線内での最高速度記録を超える130km/hを記録、さらに9月26日午前3時34分30秒には、当時の狭軌鉄道における世界最高速度である143km/hを記録した。この時には報道関係者も同乗しており、朝日新聞や毎日新聞では9月26日の夕刊で「東京と大阪を結ぶ特急電車計画の見通しがついた」と報道している。
しかし、SE車の設計最高速度は145km/hであり、試験の関係者は「一度は最高速度を出したい」と考えた。このため、翌日の9月27日からは、試験の区間をさらに長い直線区間があり、緩い下り勾配となっている函南と沼津の間に移し、日中に試験が行われた。この日は午前11時ごろから同区間を2往復試験走行した後に最高速度試験が開始された。函南を午後1時50分に発車したSE車は三島を100km/hで通過した後も加速を続け、午後1時57分に145km/hに達した。この瞬間に、9月26日の記録を上回る、狭軌鉄道における世界最高速度記録が達成された。この時、沼津で停止できなかった場合に備えて次の原 まで線路を空けており、沼津では停止時に車両の横揺れがあってもプラットホームに接触しないように縁石を一部撤去していた が、いずれも杞憂に終わっている。
なお、9月26日までの走行試験のデータを検討した結果「150km/h程度までは問題ない」という結論に達していた ことから、150km/hまで速度を上げようという意見もあった が、石原の「日本の動力分散化の成否に関わっている問題であり、何か故障が起きたら困る。ここまで行けば十分成功」という考えにより、150km/hでの走行試験は実施されずに終わっている。

#### 新幹線開発へ
この高速試験で得られたデータは、それまでの研究データの正確さを裏付けるものとなった。車輪横圧はそれまでの車両では4tだったのに対して最大でも2.5tという結果となり、脱線係数も小さかったために速度向上の余地が相当にあると判断された。日本で初の採用事例となったディスクブレーキについては、145km/hから停止までのブレーキの距離は1,000mを超えていた ものの、ブレーキ圧力を上げれば短縮可能と報告された。一方、集電装置の離線率が高くなることについては今後の課題とされた。これらのデータは、その後の車両・軌道・架線などの設計や保守に役立った。
SE車の試験によって、三木の研究成果である「東京と大阪間を4時間半で結ぶ」という可能性は立証され、「東海道本線を広軌や標準軌の別線にすれば最高速度250km/hも可能」との裏付けが作られた。島は後年、この試験については「国鉄内部に対するプロパガンダであった」と述べており、国鉄側の責任者だった石原も、この試験について「将来は新幹線のようなものを電車でできると思い、これの成否のもとになると考えていた」と述べ、この高速試験が新幹線計画への布石だったことを認めている。また、車体設計に携わった三木も、後年「飛行機の設計をいかに鉄道に応用するかを研究し、まずSE車を設計、それから新幹線の設計に取り組んだ」と述べ、SE車が新幹線の先駆けとなった存在であることを認めている。
国鉄内部で設置されていた「電車化調査委員会」において、SE車の速度試験と、翌月に行われた90系電車（後の101系電車）による速度試験の結果を踏まえ、「軽量車両を使用することで、これまでの機関車牽引の特急では実現が困難だった高速サービスが可能」という検討結果がまとめられた。これを受けて、1957年11月12日に東京と大阪の間に電車特急を走らせることが決定した。この電車特急のために20系電車（後の151系→181系電車）の設計が開始され、1959年には完成した151系を使用して新幹線開発のための速度試験とデータ収集が行われることになり、その速度試験では、SE車の記録をさらに更新する163km/hの速度記録が打ち立てられた。
その後、新幹線の開発は本格化し、1963年には新幹線のモデル線区間で256km/hの速度記録が樹立された。三木は、そのモデル線区間での記録について「SE車の試験を元にした計算の通り」としている。
こうした経緯もあり、SE車は「新幹線のルーツ」 や「超高速鉄道のパイオニア」 とも言われるようになった。

#### 波及効果

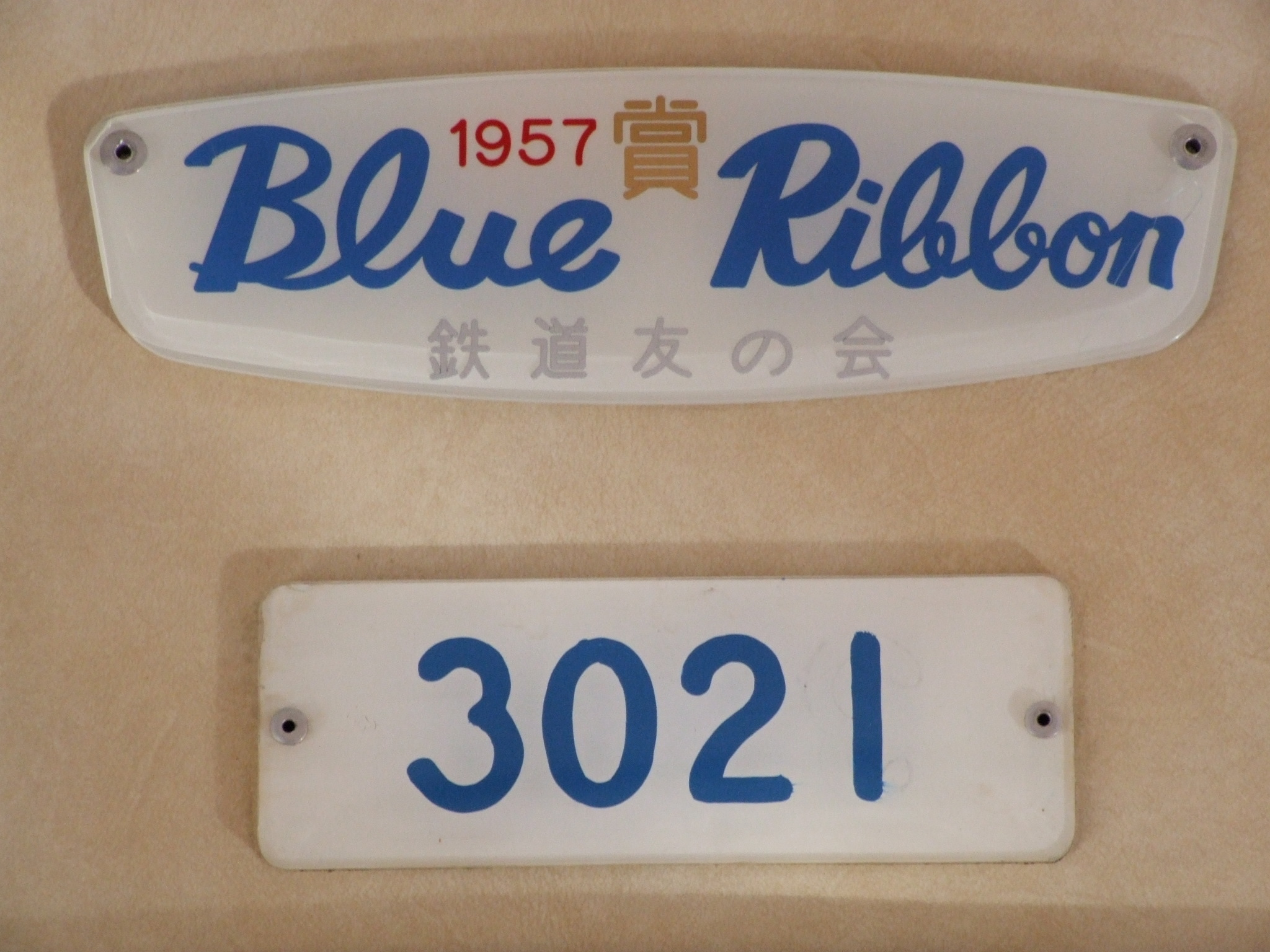
ブルーリボン賞受賞記念プレート

小田急においては、世界最高速度記録がマスコミで大きく取り上げられたこともあり、特急ロマンスカーの利用者数は急増することになった。

また、鉄道友の会ではSE車の世界最高速度記録を契機として、1958年より優秀な車両を表彰する制度としてブルーリボン賞を創設した が、当時の鉄道友の会理事会がSE車を高く評価していたため、SE車に対しては会員投票によることなく、理事会の決定において第1回ブルーリボン賞が授与された。

### NSE車登場前後
速度試験は9月28日で終了し、3011×8は小田急線内に戻り、10月1日から箱根特急の運用に投入された。これによって、1700形は一般車に改造されることになった。
1958年7月19日、3021×8が走行中にデハ3026の台車からディスクブレーキが脱落する不具合が発生、この後8月7日までは編成を短縮した3021×5として運行した。同年8月には全編成に対して付随車の車軸に設置されたディスクブレーキをツインディスク式に改造し、あわせて台車のばねも交換された。
1959年2月12日には増備車として3031×8が入線し、同年2月28日から運行を開始した。3031×8の導入によって、箱根特急は全てSE車で運用することが可能となり、箱根特急のスピードアップが行われた。このため、2300形は準特急車に格下げされることになった。また、SE車はこの年から夏季に運行される江ノ島線の特急にも運用されるようになった ほか、特殊急行「納涼ビール電車」にもSE車が使用された。この時期、3031×8については座席の表地を茶色系のチェック模様に変更していた が、1962年に他車と同様の青色系の表地に戻した。また、この時期に座席の背ずり形状などの改修が行われた。
一方、1958年以降には他の鉄道事業者で冷房装備の特急形電車の製造が行われていた ことから、1961年にはSE車の冷房設置が計画された。車体が軽量構造であることから屋根上への冷房搭載工事は車体や車軸の補強工事を伴うなど大改造となるため、床置き式の冷房装置を搭載することになり、1962年2月から設置工事が行われた。搭載する冷房装置は冷凍能力9,000kcal/hのCBU-381形が採用され、1両に2台ずつ搭載し、冷房の設置箇所の側面にはよろい戸状の外気取入口が設けられた。設置に際しては各車両とも2脚ずつ座席が撤去された が、この時に撤去する座席はトイレ前や売店前・出入り口脇など、乗客に好まれない座席を優先した。この改造に伴い、各車両とも定員が4名減少し、編成定員は316名となった。冷房装置の新設に伴い、3号車と6号車に出力60kVAのCLG-326形電動発電機（MG）が増設された。
なお、1961年にはシュリーレン台車を2400形（HE車）に振り替え、SE車には住友金属工業で新しく新造した空気バネ台車を装着するという案もあり、実際に試験も行われている が、実現には至っていない。
1963年には集電装置の摺り板がカーボンからブロイメットに変更された。また、1966年には列車無線が新設された。
1963年には、時代に合わせて室内のデラックス化と冷房化を図る、全面展望を一層進化させるためイタリア国鉄の特急「セッテベッロ」のような構造にするという構想によってNSE車が登場し、その後1967年に箱根特急が全てNSE車で運用できるようになる と、SE車は江ノ島線の特急「えのしま」や、1966年6月に新設された途中駅停車の特急「さがみ」に運用されるようになった。

### 編成短縮
1968年に御殿場線が電化されることにともなって、1955年からキハ5000形気動車により運行していた 御殿場線直通の特別準急を電車に置き換えることになった。新型電車を製造する案もあったが、SE車を改造の上御殿場線直通列車に使用することにした。SE車は耐用年数を10年として製造された車両で、1968年の時点で既に10年を超えていたことから小田急の社内では反対の声があがったものの、当時は国鉄の組合闘争の激しかった時期で「NSE車が乗り入れてくれば反対する」という噂も聞こえ、国鉄側も過敏になっていた ことから、在来車の改造で対応することにした。しかし、4編成では「えのしま」「さがみ」に加えて御殿場線直通の列車に使用するには編成数が不足する ため、輸送力の適正化も考えて5両連接車×6編成に組み換えることとした。

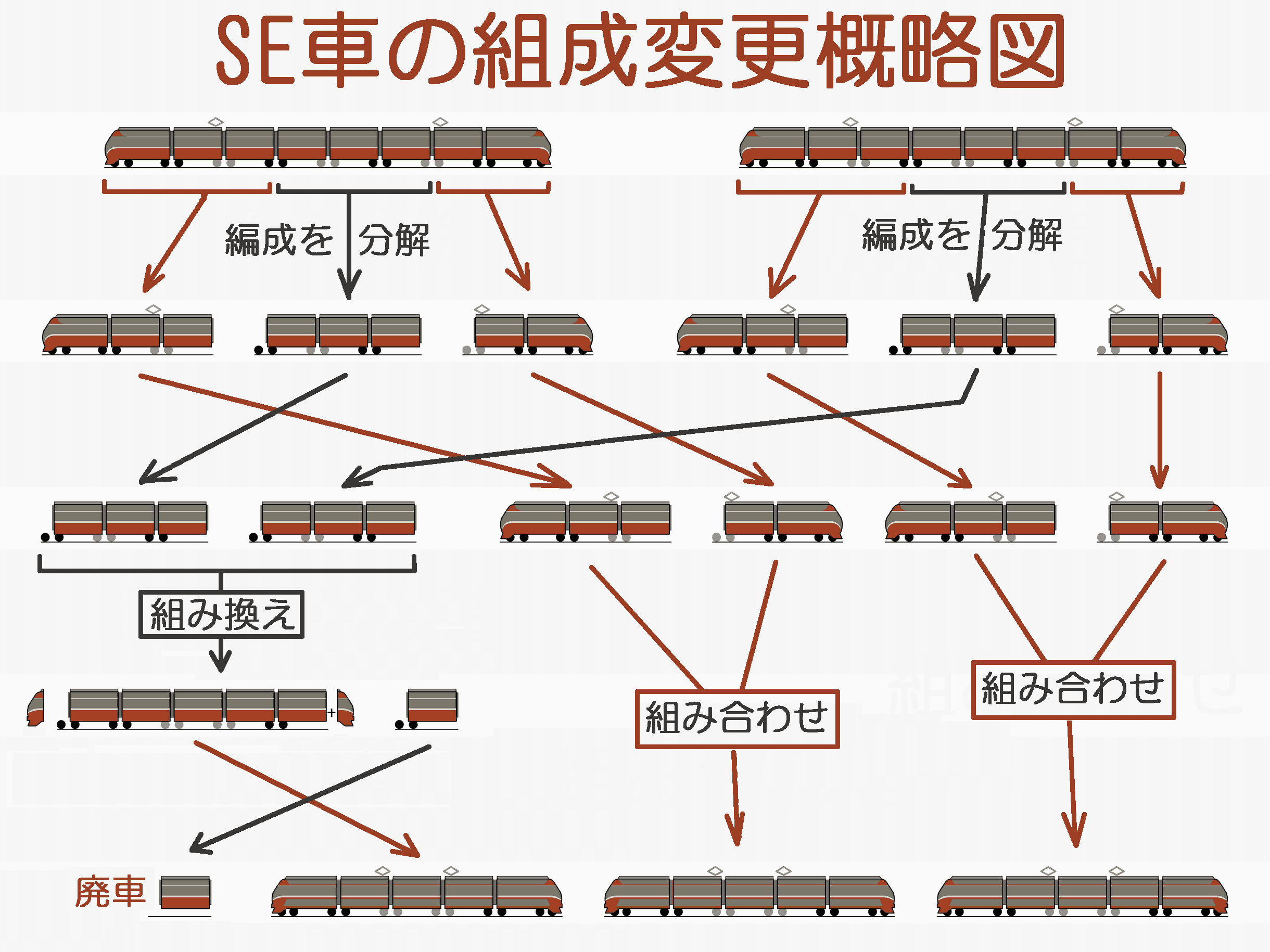
組成変更の概略図

改造内容は、まず8両連接車の編成から3両を外した5両連接車を4編成組成し、外した中間車を改造して5両連接車を2編成組成した。不足する先頭車4両は中間車に同一形態の運転台を新設した。台車の全数は電動台車24台・付随台車12台で変更されていない が、編成中間の3号車は両端とも付随台車となる車両となるため、新形式のサハ3000形となった。御殿場線の連続勾配区間に対応させるため、歯数比を80:19=4.21に変更し、これによって低下する高速性能を補うために 弱め界磁を3段から4段に変更、最弱界磁率を50%から40%に変更した。また、全ての台車について車輪径を840mmから860mmに変更した。先頭形状は、愛称表示器をNSE車と同様の形態に変更し、前照灯は愛称表示器の両側に移設した。また、連結器設置がSE車の国鉄線へ乗り入れの条件とされた ため、前面の連結器を電気連結器付密着連結器に変更し、着脱式の連結器覆いを設置した。トイレ・化粧室は2号車に、喫茶カウンターは3号車に位置を揃えた 上、喫茶カウンターの面積を拡大した。保安装置については、国鉄のATS-S形を設置し、先頭部に信号炎管を新設した。冷房装置については屋根上設置に変更、冷凍能力4,000kcal/hのCU-11形集約分散式冷房装置を先頭車に6台・中間車に5台設置した。外部塗装デザインについても、NSEに準じたグレー部分の多い塗り分けに変更された。
これらの改造は日本車輌製造蕨工場で行われた が、この組成変更で32両中22両が改番され、余剰となった2両は廃車となった。
こうして、1968年7月1日からSE車は連絡準急行（1968年10月以降は連絡急行）「あさぎり」としても運用されるようになり、編成が短くなったことから "Short Super Express" （略して「SSE車」）とも称されるようになった。この年にはOM-ATS装置が設置された。また、1972年には保安ブレーキ装置の設置が、1973年には列車無線装置の更新が行われた。
| 「重連」で箱根特急に運用されたSE車 |  | 2編成を連結した運転の際には、車両側に「B号車」と表示された |  | 2編成を連結した運転の際には、特急券の券面にも編成を区別するための記号として「B」と記された |
| 「重連」で箱根特急に運用されたSE車 |  | 2編成を連結した運転の際には、車両側に「B号車」と表示された |  | 2編成を連結した運転の際には、特急券の券面にも編成を区別するための記号として「B」と記された |

その後、SE車は「さがみ」「えのしま」「あさぎり」を中心に運用された。NSE車の検査時にはSE車が箱根特急の運用に入り、また、多客時には2編成を連結した「重連運転」が行われることもあった。2編成を連結した場合、1号車から5号車が2両ずつになってしまう ため、編成全体を「A号車」「B号車」と呼んで区別した。1977年から1980年にかけて内装が更新された。
しかし、1970年代に入り、もともと耐用年数を10年として製造された SE車は老朽化が進んできたことから、1976年からはSE車の後継車として新型特急車両の研究が開始され、1980年にはLSE車が登場した。LSE車の導入によって、NSE車が検査入場した場合にSE車を箱根特急に使用することによる輸送力不足は解消された。

### 大井川鉄道への譲渡
| 新金谷駅に留置されているSE車 |  | 大井川を渡るSE車 |
| 新金谷駅に留置されているSE車 |  | 大井川を渡るSE車 |

その後、LSE車の増備が進んだことから1983年3月に3001×5が廃車された。廃車された3001×5は動態保存車両として大井川鉄道（現・大井川鐵道）に譲渡されることになった。
1983年4月15日付で大井川鉄道の車両として設計認可、電動車の記号が「デハ」から「モハ」に改められた以外はほぼそのままの状態で、1983年8月よりロマンス急行「おおいがわ」として運行を開始した。車内では緑茶のサービスも行われた が、蒸気機関車牽引列車の「かわね路号」ほどの集客ができず、1987年7月のダイヤ改正以降は運用から外れて休車となった。その後まったく利用されないまま、1992年3月に廃車となり、1993年4月に解体された。

### 運用終了まで
一方、小田急に残ったSE車も既に車齢25年を超えており、継続使用に反対する社内意見もあり、LSE車によって「あさぎり」に運用されているSE車を置き換える案もあった。しかし、これも当時の国鉄側の現場の反応などを考慮して、仕方なく継続使用することになった。

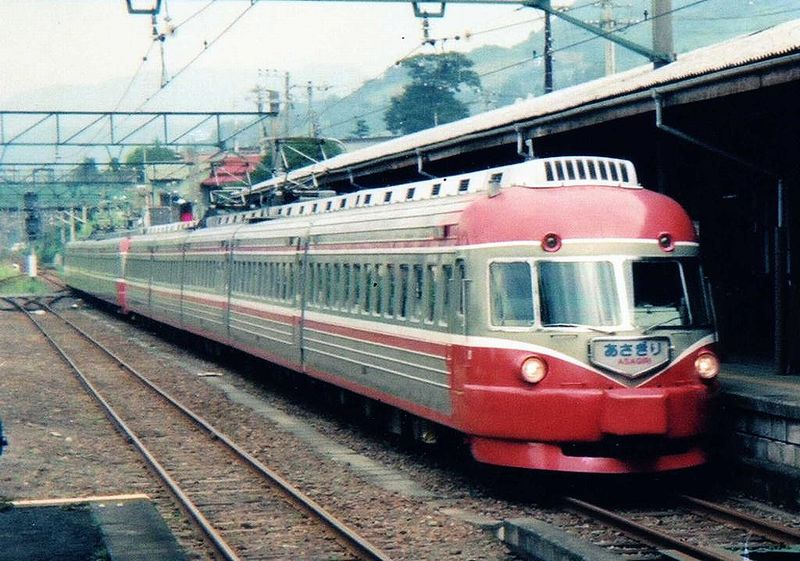
車体修理後、「重連」で「あさぎり」に使用されたSE車

このため、1984年から3011×5を除く4編成に対して車体修理が行われた。外観上の変化は、側面窓を高さ650mm×幅680mmの固定窓に変更し、連接部の外幌をLSE車と同様のウレタン芯形とした点である。また、屋根上のクーラーキセを強化プラスチック（FRP）製に変更した。室内については、一部の車両について座席表地をLSE車に準じたオレンジとイエローのツートーンとした ほか、化粧板は木目調から皮絞り模様に、天井板は白系のクロス模様に変更された。また、客用扉に電動ロック装置が設置された。
この時に車体修理対象から外れた3011×5については、他の4編成の更新が終了した後は後は運用には入らずに経堂検車区に留置された後、1987年3月27日付で廃車された。この編成は狭軌世界最高速度記録を樹立した車両であったこと から、廃車後もしばらくは海老名検車区で保管されていた が、車両増備に伴う留置線不足などの理由により1989年5月に大野工場で解体され、保存には至らなかった。
残った4編成については、その後「あさぎり」を中心に使用されていたが、1987年に導入されたHiSE車が増備されたため、1989年7月15日からはSE車の定期運用は「あさぎり」だけとなった。
これより少し遡る1988年7月、小田急から東海旅客鉄道（JR東海）に対して、車齢30年を超えたSE車の置き換えを申し入れた。これをきっかけとして両社の間で相互直通運転に関する協議が進められることになった。この中で、2社がそれぞれ新型車両 を導入した上で相互直通運転に変更することとなり、ようやくSE車の置き換えの方向性が見いだされた。
1990年年末にRSE車が入線し、1991年に入ってからは通常の愛称板ではなく「さよなら運転」のタイトルが入った愛称板も用意された。本格的な特急車両が格下げされずに運用から外れるのは小田急では事実上初めての事例であり、多くの鉄道ファンが沿線で撮影する姿が見られた。定期運用最終日である1991年3月15日の「あさぎり8号」は重連運用となり、SE車の定期運用最後の列車となる「あさぎり8号」の到着を見届けるため、新宿駅には多くの鉄道ファンが集まった。

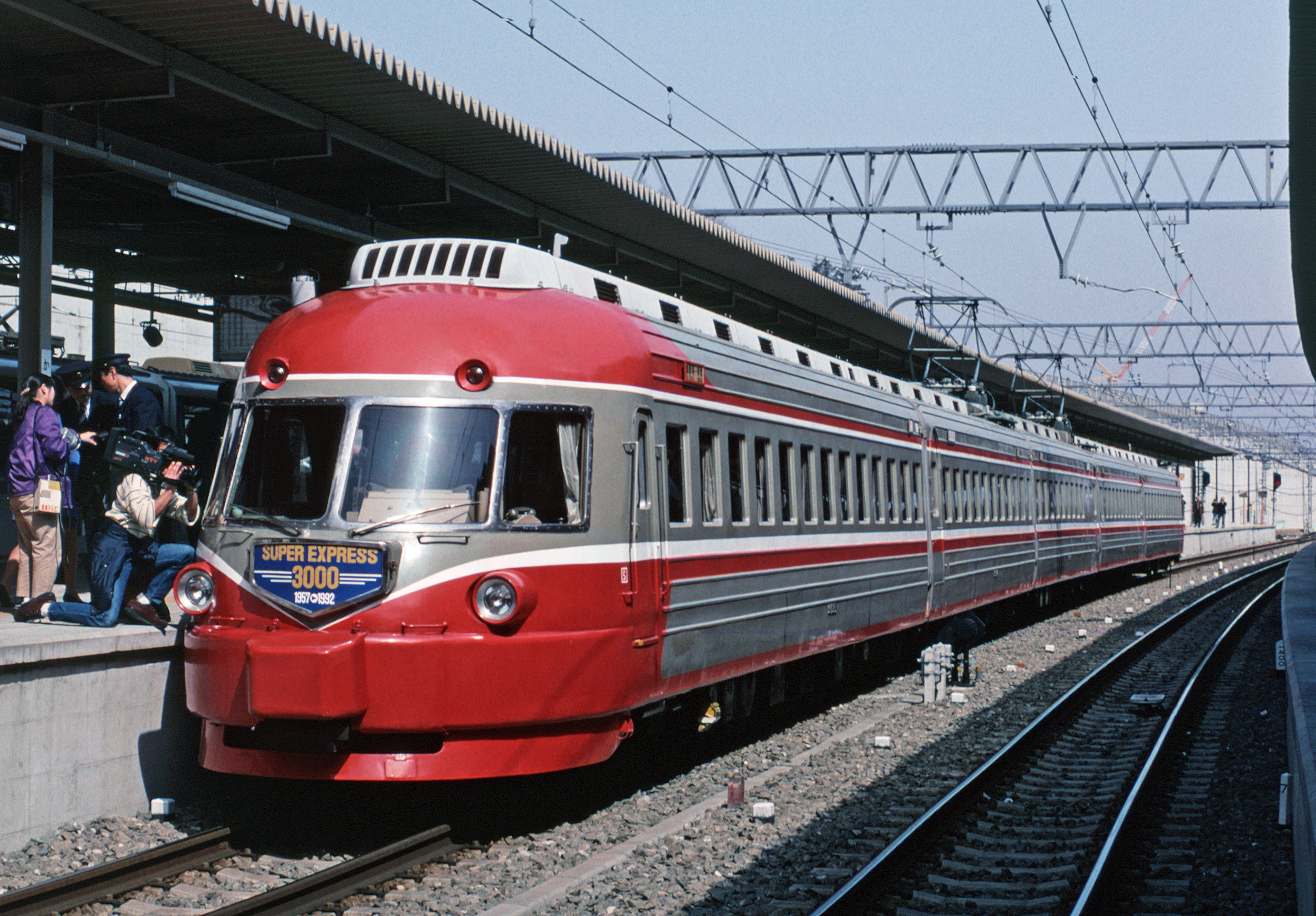
さよなら運転の為に唐木田駅に停車中のSE車（1992年3月8日）

定期運用から離脱した後もしばらくは波動輸送用として残されていたが、1992年3月にさよなら運転が行われた後に全車両が廃車となった。さよなら運転がおこなわれた3月8日は、くしくも同日に新幹線初の大幅モデルチェンジである300系の試乗会もあり、新旧の節目と報じられた。
耐用年数を10年として設計された車両であったが、山本の意志に反して35年弱もの長期間にわたって運用されたのである。

## 保存車両
| 海老名検車区構内で保存されている3021×5 |  | 2007年の「ファミリー鉄道展」での屋外展示のため保存用車庫から引き出されているところ |
| 海老名検車区構内で保存されている3021×5 |  | 2007年の「ファミリー鉄道展」での屋外展示のため保存用車庫から引き出されているところ |

当初は保存の計画はなかった が、日本の電車の発達史における一大エポックメーカーとして、また産業考古学上も重要なものと認められ、保存の価値が十分にあると認識された ことから、役員会により1編成を永久保存することが決定した。
保存されることになったのは3021×5の編成で、新宿側の先頭部分を原型に復元し、デハ3021・デハ3022は塗装も変更された。1993年3月に復元が完了し、同年3月16日に海老名検車区へ輸送され、同年3月20日に保存用の車庫に収容された。この保存用の車庫は、構内の配置上から軌道敷設が出来ない遊休地があったことから これを活用することになり、1億円の予算で新設された。収容時には一時的に待避線から仮設線路を接続し、関係者が人力でSE車を押して収容した。

この5両は「ファミリー鉄道展」等のイベントで展示された。2007年10月のファミリー鉄道展では、保存以来初めて屋外展示が行われた。このほか、1992年11月10日には大野工場の構内にSE車のモニュメントが設置された。
2018年に小田急電鉄から車両基地のスペース確保の観点から中間車両2両の解体が正式に発表され、サハ3023とデハ3024が2019年8月をもって解体された。残るデハ3021・デハ3022・デハ3025の3両は、2021年4月19日に開館したロマンスカーミュージアムにて展示されている。
また、KD18台車1台がメーカーである近畿車輛へ譲渡され、同社敷地内で2022年10月より展示。一般公開ではないが隣接するJR学研都市線の車窓から見える場所に設置されている。

## 編成表
凡例Mc …制御電動車、M …電動車、T…付随車、CON…制御装置、MG…電動発電機、CP…電動空気圧縮機、PT…集電装置
乗 …乗務員室、喫…喫茶コーナー、WC…トイレ・化粧室

### 8両連接車時代
|          | ← 小田原新宿 → |          |          |          |          |          |          |          |          |          |          |          |          |          |          |          |          |          |          |          |          |          |          |          |      |
| 号車     | 1              | 1        | 1        | 2        | 2        | 2        | 3        | 3        | 3        | 4        | 4        | 4        | 5        | 5        | 5        | 6        | 6        | 6        | 7        | 7        | 7        | 8        | 8        | 8        |      |
| 形式     | デハ3000       | デハ3000 | デハ3000 | デハ3000 | デハ3000 | デハ3000 | デハ3000 | デハ3000 | デハ3000 | デハ3000 | デハ3000 | デハ3000 | デハ3000 | デハ3000 | デハ3000 | デハ3000 | デハ3000 | デハ3000 | デハ3000 | デハ3000 | デハ3000 | デハ3000 | デハ3000 | デハ3000 |      |
| 区分     | M8c            | M8c      | M8c      | M7       | M7       | M7       | M6       | M6       | M6       | M5       | M5       | M5       | M4       | M4       | M4       | M3       | M3       | M3       | M2       | M2       | M2       | M1c      | M1c      | M1c      |      |
| 車両番号 | 3008           | 3008     | 3008     | 3007     | 3007     | 3007     | 3006     | 3006     | 3006     | 3005     | 3005     | 3005     | 3004     | 3004     | 3004     | 3003     | 3003     | 3003     | 3002     | 3002     | 3002     | 3001     | 3001     | 3001     |      |
| 車両番号 | 3018           | 3018     | 3018     | 3017     | 3017     | 3017     | 3016     | 3016     | 3016     | 3015     | 3015     | 3015     | 3014     | 3014     | 3014     | 3013     | 3013     | 3013     | 3012     | 3012     | 3012     | 3011     | 3011     | 3011     |      |
| 車両番号 | 3028           | 3028     | 3028     | 3027     | 3027     | 3027     | 3026     | 3026     | 3026     | 3025     | 3025     | 3025     | 3024     | 3024     | 3024     | 3023     | 3023     | 3023     | 3022     | 3022     | 3022     | 3021     | 3021     | 3021     |      |
| 車両番号 | 3038           | 3038     | 3038     | 3037     | 3037     | 3037     | 3036     | 3036     | 3036     | 3035     | 3035     | 3035     | 3034     | 3034     | 3034     | 3033     | 3033     | 3033     | 3032     | 3032     | 3032     | 3031     | 3031     | 3031     |      |
| 搭載機器 | MG,CP          | MG,CP    | MG,CP    | CON,PT   | CON,PT   | CON,PT   | CP       | CP       | CP       |          |          |          | CON      | CON      | CON      | CP       | CP       | CP       | CON,PT   | CON,PT   | CON,PT   | MG,CP    | MG,CP    | MG,CP    |      |
| 台車形式 | KD17           |          | KD17     | KD17     |          | KD18     | KD18     |          | KD17     | KD17     |          | KD18     | KD18     |          | KD17     | KD17     |          | KD18     | KD18     |          | KD17     | KD17     |          | KD17     | KD17 |
| 自重     | 24.34t         | 24.34t   | 24.34t   | 17.19t   | 17.19t   | 17.19t   | 15.75t   | 15.75t   | 15.75t   | 15.13t   | 15.13t   | 15.13t   | 16.28t   | 16.28t   | 16.28t   | 16.00t   | 16.00t   | 16.00t   | 17.19t   | 17.19t   | 17.19t   | 24.87t   | 24.87t   | 24.87t   |      |
| 車内設備 | 乗             | 乗       | 乗       | WC       | WC       | WC       | 喫       | 喫       | 喫       |          |          |          |          |          |          | 喫       | 喫       | 喫       | WC       | WC       | WC       | 乗       | 乗       | 乗       |      |
| 定員     | 52             | 52       | 52       | 40       | 40       | 40       | 38       | 38       | 38       | 44       | 44       | 44       | 44       | 44       | 44       | 38       | 38       | 38       | 40       | 40       | 40       | 52       | 52       | 52       |      |

### 5両連接車時代
|                             | ← 小田原新宿 → |             |             |             |             |             |             |             |             |             |             |             |             |             |             |      |
| 号車                        | 1              | 1           | 1           | 2           | 2           | 2           | 3           | 3           | 3           | 4           | 4           | 4           | 5           | 5           | 5           |      |
| 形式                        | デハ3000       | デハ3000    | デハ3000    | デハ3000    | デハ3000    | デハ3000    | サハ3000    | サハ3000    | サハ3000    | デハ3000    | デハ3000    | デハ3000    | デハ3000    | デハ3000    | デハ3000    |      |
| 区分                        | M4c            | M4c         | M4c         | M3          | M3          | M3          | T           | T           | T           | M2          | M2          | M2          | M1c         | M1c         | M1c         |      |
| 車両番号 ()内は改番前の番号 | 3005 (3008)    | 3005 (3008) | 3005 (3008) | 3004 (3007) | 3004 (3007) | 3004 (3007) | 3003 (3006) | 3003 (3006) | 3003 (3006) | 3002 (3002) | 3002 (3002) | 3002 (3002) | 3001 (3001) | 3001 (3001) | 3001 (3001) |      |
| 車両番号 ()内は改番前の番号 | 3015 (3018)    | 3015 (3018) | 3015 (3018) | 3014 (3017) | 3014 (3017) | 3014 (3017) | 3013 (3016) | 3013 (3016) | 3013 (3016) | 3012 (3012) | 3012 (3012) | 3012 (3012) | 3011 (3011) | 3011 (3011) | 3011 (3011) |      |
| 車両番号 ()内は改番前の番号 | 3025 (3028)    | 3025 (3028) | 3025 (3028) | 3024 (3027) | 3024 (3027) | 3024 (3027) | 3023 (3026) | 3023 (3026) | 3023 (3026) | 3022 (3022) | 3022 (3022) | 3022 (3022) | 3021 (3021) | 3021 (3021) | 3021 (3021) |      |
| 車両番号 ()内は改番前の番号 | 3035 (3038)    | 3035 (3038) | 3035 (3038) | 3034 (3037) | 3034 (3037) | 3034 (3037) | 3033 (3036) | 3033 (3036) | 3033 (3036) | 3032 (3032) | 3032 (3032) | 3032 (3032) | 3031 (3031) | 3031 (3031) | 3031 (3031) |      |
| 車両番号 ()内は改番前の番号 | 3045 (3014)    | 3045 (3014) | 3045 (3014) | 3044 (3004) | 3044 (3004) | 3044 (3004) | 3043 (3013) | 3043 (3013) | 3043 (3013) | 3042 (3005) | 3042 (3005) | 3042 (3005) | 3041 (3015) | 3041 (3015) | 3041 (3015) |      |
| 車両番号 ()内は改番前の番号 | 3055 (3034)    | 3055 (3034) | 3055 (3034) | 3054 (3024) | 3054 (3024) | 3054 (3024) | 3053 (3033) | 3053 (3033) | 3053 (3033) | 3052 (3025) | 3052 (3025) | 3052 (3025) | 3051 (3035) | 3051 (3035) | 3051 (3035) |      |
| 搭載機器                    | MG,CP          | MG,CP       | MG,CP       | CON,PT      | CON,PT      | CON,PT      | CP          | CP          | CP          | CON,PT      | CON,PT      | CON,PT      | MG,CP       | MG,CP       | MG,CP       |      |
| 台車形式                    | KD17           |             | KD17        | KD17        |             | KD18        | KD18        |             | KD18        | KD18        |             | KD17        | KD17        |             | KD17        | KD17 |
| 自重                        | 28.385t        | 28.385t     | 28.385t     | 19.094t     | 19.094t     | 19.094t     | 18.597t     | 18.597t     | 18.597t     | 19.078t     | 19.078t     | 19.078t     | 28.316t     | 28.316t     | 28.316t     |      |
| 車内設備                    | 乗             | 乗          | 乗          | WC          | WC          | WC          | 喫          | 喫          | 喫          |             |             |             | 乗          | 乗          | 乗          |      |
| 定員                        | 52             | 52          | 52          | 38          | 38          | 38          | 36          | 36          | 36          | 44          | 44          | 44          | 52          | 52          | 52          |      |